# Chibelean
Nume de familie din județul Mureș, cel puțin aici se găsesc cele mai vechi atestări (sec. XIX), și anume în satul Veța. Una din supoziții privind proveniența numelui este legată de satul învecinat de Veța, și anume Sânișor, în maghiară Kebele, iar popular în pronunție ”Chibelea”. Ramurile numelui Chibelean răspândite în județul Mureș, dar și în zone din județele Alba, Maramureș, Argeș, Sibiu, și chiar în vestul țării, își au originea străveche în satul Veța din județul Mureș.